# Roy Kummer
Roy Kummer (* 7. Juni 1966 in Karl-Marx-Stadt) ist ein deutscher Schriftsteller und Journalist.

## Vita
Nach der Polytechnischen Oberschule absolvierte Roy Kummer Berufsausbildungen zum Gießereitechniker und Instandhaltungsmechaniker, eine vierjährige Marinedienstzeit, schloss sein Studium am Deutschen Literaturinstitut der Universität Leipzig mit dem Diplom ab und erwarb einen journalistischen Abschluss.
Nach Beschäftigung im öffentlichen Dienst und Verlagswesen war und ist Kummer immer wieder auch als Redakteur und Reporter für Printmedien und TV sowie als Ghostwriter tätig.
Er veröffentlichte u. a. Erzählungen, Kurzprosa, Sachbücher, Kinder- und Jugendbücher, Feuilletons, Regionalia, Reportagen, Porträts, sowie Texte zur Genusskultur, insbesondere über karibische Premiumzigarren. Roy Kummer wirkt darüber hinaus als Consultant für die Themenbereiche Medienarbeit und Marketing.

## Ausgewählte Werke
- Anja und Felix. Kinderbuch. Arnold und Geitner, Chemnitz 1992, DNB 941339777.
- Edition kulinarisch reisen Sachsen. 1992–1994 (mehrbändige landeskundliche Feuilletonedition, Hrsg. und Autor):
  - kulinarisch reisen Erzgebirge. Arnold und Geitner, Chemnitz 1992, ISBN 3-929354-00-4.
  - kulinarisch reisen Mittelsachsen. Arnold und Geitner, Chemnitz 1992, ISBN 3-929354-01-2.
  - kulinarisch reisen Sächsische Elbe. Arnold und Geitner, Chemnitz 1993, ISBN 3-929354-02-0.
- Schneewindmauern. Prosa. Oberbaum, Berlin 1997, ISBN 3-928254-59-6.
- Sachsen bleibt jung. Jugendsachbuch. Oberbaum, Berlin 1999, ISBN 3-933314-04-6.
- Dietzmanns Katze. Erzählung. In: Katja Lange-Müller (Hrsg.): Vom Fisch bespuckt. Kiepenheuer und Witsch, Köln 2002, ISBN 3-462-03073-6.
- Faustina und Mephistopheles – oder ehe es eine Katastrophe wird (Bühnenstück, Uraufführung: KJS Chemnitz, 2002).